# Ульро
Ульро (Ulro, составлено из слов Ur+low) — в сложной мифологической системе Уильяма Блейка это один из четырёх миров или частей мироздания, в которое наряду с Ульро входят также Эдем, Порождение и Беула. Термин этот употребляется в поздних произведениях Блейка, главным образом в его пророческих поэмах «Вала или Четыре Зоа», «Мильтон» и «Иерусалим, Эманация гиганта Альбиона».

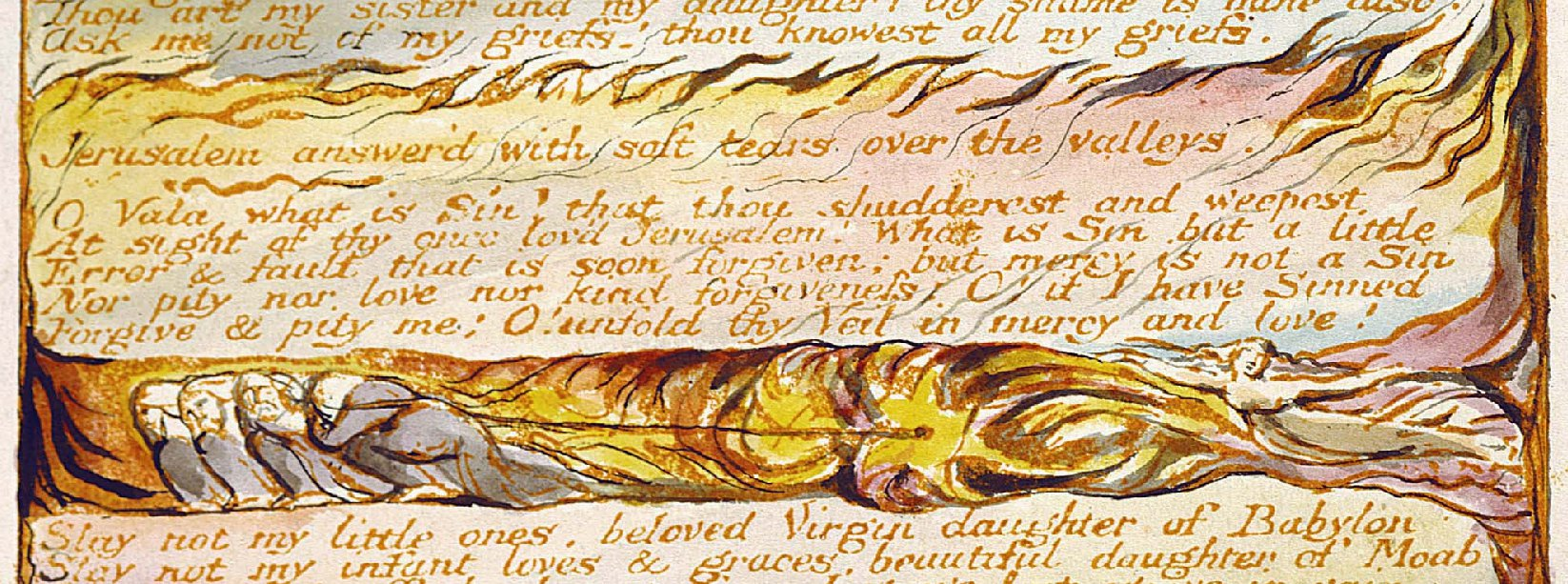
Уильям Блейк. Сыновья Альбиона, тянущие «звёздные колёса». Поэма «Иерусалим», лист 20, деталь

## Ульро в блейковской мифологической системе мироздания
Алексей Матвеевич Зверев в своих комментариях к Блейку так объясняет эту систему:  «В символике Блейкa Вселенная представленa в процессе прохождения через четыре духовных состояния. Рай (Eden) — высшее единство Творцa и его творения; Порождение (Generation) — рaспад органической связи между человеком и Богом, человеком и другими людьми; Беулa (Beulah) — христианский идеал восстановления этой связи, который для Блейкa и при условии его осуществления не ознaчает обретенного Рая, ибо Беулa рaссмaтривается им только как Лимб; Ульро (Ulro) — мир современной Блейку действительности, Ад. Каждому из этих состояний присущa своя доминирующая „эмоция“: Раю — страсть, Порождению — интеллект, Беуле — милосердие и любовь, Ульро — желание и инстинкт».
Ульро по Блейку — это мир чистого материализма и заблуждения, самое низкое состояние, до которого человек способен опуститься. Этот мир мучений и страданий был создан Уризеном и управляется по его жестоким законам. Ульро явился «ошибкой», «самой мрачной ночью», «пустотой», «Троном Сатаны», «страшной грёзой», «мрачными обманчивыми снами», «могилой» — это мир Смерти. Ульро находится под Беулой. В нём потерян контакт с Вечностью (Эдемом).
«Ульро, — пишет Блейк, — это пространство ужасных звёздных колёс сыновей Альбиона».  «Звёздные колёса» сыновей Альбиона (см. илл. выше) представляют материализм их мышления и соответственно механистическую ньютовскую вселенную.